# Joseph Giry de Saint-Cyr

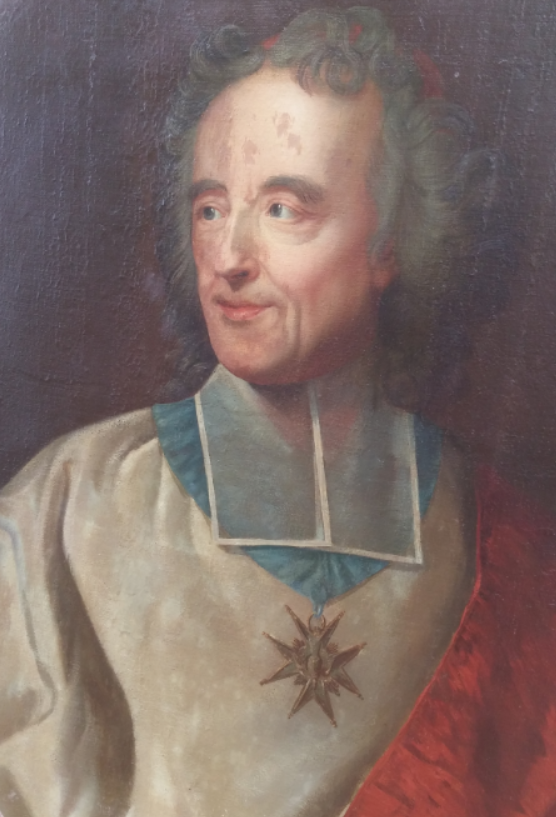
Odet-Joseph de Vaux de Giry

Joseph Giry de Saint-Cyr (auch: Odet-Joseph Giry; * 14. Februar 1699 in Lyon; † 13. Januar 1761 in Versailles) war ein französischer römisch-katholischer Geistlicher, Kommendatarabt und Mitglied der Académie française.

## Leben und Werk
Odet-Joseph Giry de Saint-Cyr wuchs in Lyon auf und wurde schon 1714 tonsuriert. 1716–1718 studierte er am Seminar Saint-Sulpice in Paris. Er folgte seinem Paten als Kanonikus von Saint-Just nach, wurde 1723 zum Priester geweiht und 1726 zum Doktor der Theologie promoviert. Nach einer Zeit als Generalvikar im Erzbistum Tours wurde er 1735 unter Jean-François Boyer Unterpräzeptor des Dauphin (1729–1765), zu dem er ein enges Verhältnis entwickelte und lange behielt.
Giry war Kommendatarabt vier verschiedener Klöster: 1726–1749 der Zisterzienserabtei Valbenoîte, 1733–1749 der Zisterzienserabtei Clarté-Dieu, 1741–1749 einer nicht identifizierten Abtei in Rouen, schließlich ab 1749 der Abtei Saint-Martin in Troarn.
Als hochgestellter Höfling wurde er 1741 in die Académie française (Sitz Nr. 37) aufgenommen. 1758 veröffentlichte er einen gegen die Aufklärer (spöttisch „cacouacs“ genannt) gerichteten satirischen Katechismus, in dem nahezu alle Antworten aus Zitaten bestehen, die den Schriften der Aufklärer entnommen sind. Gerhardt Stenger (* 1955) spricht von einer ungeschickten Zitatenmontage („montage maladroit de citations“). Die Schrift folgte auf das 1757 publizierte Pamphlet Mémoire pour servir à l’histoire des cacouacs von Jacob-Nicolas Moreau (1717–1803), dem seinerseits im Mercure de France der Beitrag Avis utile, ou Premier Mémoire sur les Cacouacs (1757) vorausgegangen war. Er starb 1761 im Alter von 61 Jahren.

## Werke
- Catéchisme et décisions de cas de conscience, à l’usage des Cacouacs, avec un Discours du patriarche des Cacouacs, pour la réception d’un nouveau disciple. Cacopolis 1758. (Digitalisat in Gallica)
  - (moderne Ausgabe) Gerhardt Stenger (Hrsg.): L’Affaire des Cacouacs. Trois pamphlets contre les Philosophes des Lumières. Publications de l’Université de Saint-Étienne, Saint-Etienne 2004.